# Société anonyme d'économie mixte d'exploitation du stationnement de la ville de Paris
La Société anonyme d’économie mixte d’exploitation du stationnement de la Ville de Paris (SAEMES), créée en 1979 et contrôlée à 50,06 % par la ville de Paris, est le deuxième opérateur de stationnement sur Paris, avec en gestion un parc de 29 000 places de stationnement réparties au sein de 65 parkings et en voirie. 
Elle est l'une des principales sociétés locales de gestion de stationnement de France avec Lyon Parc Auto.
SAEMES est l'exploitant du parking Saemes Madeleine-Tronchet, le plus grand parking de Franceéquipé de bornes électriques.

## Métier
SAEMES a pour missions :
- l'exploitation des parkings en concession ou affermage, publics ou résidentiels,
- la gestion du stationnement payant en voirie
- la conception, la réalisation et la modernisation de parkings,
- le conseil.

## Organisation

### Actionnariat
- 50,06 % : Ville de Paris
- 33,27 % : Effia
- 16,67 % : Autres (Caisse des Dépôts et Consignations, CDC Habitat, Régie immobilière de la ville de Paris, Paris Habitat, CCIR Paris Île-de-France)

### Conseil d'administration
Le Conseil d’Administration est constitué de :
- 1 Président du Conseil
- 2 Représentants d'EFFIA
- 4 Représentants de la ville de Paris
- 1 Représentant de la Caisse des dépôts et consignations

## Principaux concurrents
SAEMES a pour principaux concurrents des opérateurs de stationnements privés. On y trouve essentiellement :
- Q-Park
- Indigo
- Effia
- SPIE Autocité